# Madang Lu
Madang Lu (chiń. 马当路站) – stacja początkowa metra w Szanghaju, na linii 9 i linii 13. Zlokalizowana jest pomiędzy stacjami Dapuqiao, Lujiabang Lu i Lupu Daqiao. Została otwarta 31 grudnia 2009.